# Vital Brazil (Niterói)
Vital Brazil é um bairro da Zona Sul de Niterói, um dos menores da cidade. Limita-se com São Francisco, Icaraí e Santa Rosa.

## Histórico
O bairro Vital Brazil surgiu em função do Instituto Vital Brazil (onde são produzidos medicamentos, soros e vacinas para picadas de cobras, aranhas e escorpiões) que instalou-se em área doada pelo governador Raul Veiga para instalação da sede do instituto, que antes funcionava em Icaraí (Rua Gavião Peixoto, 360). As "instalações melhores" foram construídas numa grande área onde até 1919 funcionava uma olaria. Esta área pertenceu às fazendas Santa Rosa e Cavalão, vendidas e parceladas. As atuais instalações foram inauguradas em 11 de setembro de 1943 com a presença do presidente da República, Getúlio Vargas.

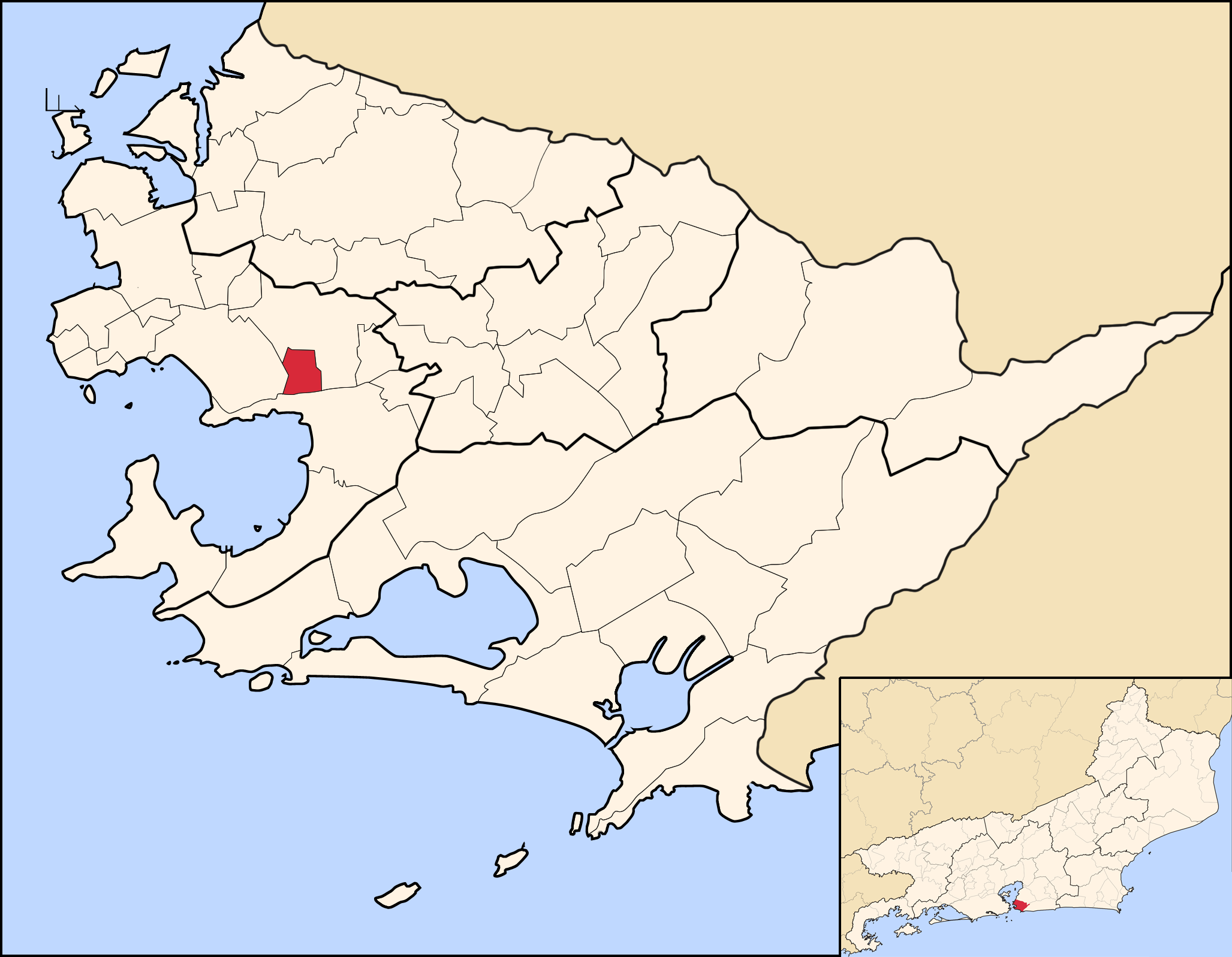
Localização do bairro Vital Brazil no município de Niterói.

No final da primeira metade do século XX, o bairro começou a ser formado. O IVB cedeu terras aos funcionários, para que construíssem suas casas. Os moradores, inicialmente, usavam luz elétrica do Instituto Vital Brazil. Antes da canalização de pequenos rios que desembocam no rio Icaraí (Canal da Av. Ary Parreiras) as edificações eram praticamente impossíveis na parte baixa e alagadiça no bairro, verdadeiros charcos. 
Na área do Instituto, havia pastos para a criação de cavalos e carneiros, usados na produção de soros. A área verde era muito cobiçada e gerou vários conflitos, às vezes violentos entre a direção do IVB e invasores. Somente aos funcionários era permitida à construção, mas como não havia controle do poder público às invasões foram acontecendo.